# 1909年の相撲
1909年の相撲（1909ねんのすもう）は、1909年の相撲関係のできごとについて述べる。
1908年-1909年-1910年

## できごと
- 東京相撲の常設興行場所として両国国技館が完成、6月場所から同場所で興行が行われるようになる。更に、この場所から初めて成績優秀者に対する公式な表彰が始まる。幕内の取組の総勝星が多い片屋に優勝旗が授与され、片屋の関脇以下の最優秀力士が旗手となった。また、東西通じての最優秀力士には時事新報社から写真額が寄贈された[注釈 1]。

- 2月1日、両国国技館開設にあわせて、申合規約を追加改正した[1]。

- 7月25日、佐多愛彦の提唱により、大阪・浜寺公園海水浴場で初の学生相撲大会（大阪毎日新聞主催）が開かれた。

## 台覧相撲
5月27日、水交社にて海軍記念日の祝賀宴に皇太子嘉仁親王（後の大正天皇）が行啓、余興として相撲が披露された。

## 本場所など
- 1月場所（東京相撲）[3]
  - 興行場所:東両国元町
  - 1月7日より晴天10日間興行
- 1月場所（大阪相撲）[2]
  - 興行場所:難波新川土橋西詰
  - 晴天10日間興行
- 5月場所（大阪相撲）[4]
  - 興行場所:難波新川土橋西詰
  - 晴天10日間興行
- 6月場所（東京相撲）[5]
  - 興行場所:東両国元町
  - 6月5日より10日間興行
  - 東西対抗は89対59で東方勝利、旗手は高見山酉之助。個人優勝も高見山。
- 6月場所（三都合併相撲）[6]
  - 興行場所:四条磧
  - 6月20日より晴天7日間興行

## その他相撲披露
- 6月2日 - 両国国技館開館式にあわせて幕内取組を披露[7]。

## 誕生
- 1月17日 - 番神山政三郎（最高位：前頭2枚目、所属：雷部屋→白玉部屋→八角部屋→鏡山部屋、+ 1982年【昭和57年】）[8]
- 3月1日 - 出羽ノ花國市（最高位：前頭筆頭、所属：出羽海部屋、第4代日本相撲協会理事長、+ 1987年【昭和62年】）[9]
- 3月6日 - 鳴海潟陸奥雄（最高位：十両9枚目、所属：出羽海部屋、+ 没年不明）
- 4月1日 - 筑波嶺清平（最高位：前頭2枚目、所属：錦嶋部屋、+ 1948年【昭和23年】）[10]
- 4月20日 - 武ノ里武三（最高位：前頭14枚目、所属：出羽海部屋、+ 没年不明）[11]
- 7月29日 - 防長山源治（最高位：前頭11枚目、所属：出羽海部屋、+ 1971年【昭和46年】）[12]
- 8月5日 - 松前山熊義（最高位：前頭筆頭、所属：高嶋部屋、+ 1984年【昭和54年】）[8]
- 9月1日 - 25代木村庄之助（元・立行司、所属：中村部屋→二所ノ関部屋、+ 1991年【平成3年】）[13]
- 9月20日 - 大ノ濱勝治（最高位：前頭4枚目、所属：立浪部屋、+ 1979年【昭和54年】）[14]
- 10月1日 - 駒ノ里秀雄（最高位：前頭2枚目、所属：山分部屋、+ 1971年【昭和46年】）[15]
- 10月5日 - 佐渡ヶ嶌林蔵（最高位：前頭12枚目、所属：浅香山部屋→井筒部屋、+ 1955年【昭和30年】）[11]
- 10月31日 - 土州灘浪五郎（最高位：十両14枚目、所属：二子山部屋→二所ノ関部屋、+ 没年不明）
- 11月2日 - 小野錦仁之助（最高位：前頭11枚目、所属：小野川部屋→陣幕部屋→小野川部屋→陣幕部屋、+ 1948年【昭和23年】）[16]
- 11月20日 - 綾若真生（最高位：前頭5枚目、所属：千賀ノ浦部屋→出羽海部屋、+ 1989年【平成元年】）[17]
- 11月29日 - 松ノ里直市（最高位：前頭3枚目、所属：出羽海部屋、+ 1985年【昭和60年】）[18]
- 12月5日 - 武藏山武（第33代横綱、所属：出羽海部屋、+ 1969年【昭和44年】）[19]
- 12月13日 - 若港三郎（最高位：前頭3枚目、所属：富士ヶ根部屋、+ 1982年【昭和57年】）[20]